# روان‌درمانی قانونی
روان‌رمانی قانونی (انگلیسی: Forensic psychotherapy) کاربرد دانش روان‌شناسی برای درمان بیماران مجرمی است که مرتکب اعمال خشونت‌آمیز علیه خود یا دیگران می‌شوند. این شکل از درمان به درمان‌گر این امکان را می‌دهد که مجرم و وضعیت روانی او را بکاود، تا بررسی کند که آیا رفتار مجرمانه مجرم یک عمل آگاهانه بوده است یا خیر، ارتباطش با رفتار خشونت‌آمیز چیست و چه انگیزه‌هایی می‌تواند او را هدایت کند. رشته روان‌درمانی قانونی رشته‌ای است که نیاز به مشارکت افراد دیگری به جز درمان‌گر و بیمار دارد. یک درمان‌گر ممکن است با متخصصان دیگر مانند پزشکان، مددکاران اجتماعی، پرستاران و سایر روان‌شناسان همکاری کند تا به بهترین نحو به نیازهای مجرمان پاسخ دهد. موفقیت یا عدم موفقیت درمان به چیزهای زیادی متکی است، اما معمولاً اطمینان از اتخاذ یک رویکرد منسجم و این‌که همه افراد درگیر در روند درمان مطلع و حامی هستند، مؤثرترین آن‌هاست. علاوه بر کار گروهی، روان‌درمانی قانونی ممکن است شامل جوامع درمانی، تعامل فردی با قربانیان و مجرمان و کار خانوادگی باشد. برای این‌که این درمان تخصصی تا حد امکان مؤثر واقع شود، نه تنها بیمار و درمان‌گر، بلکه سایر افراد را نیز می‌طلبد. تمرکز اصلی روان‌درمانی قانونی، چشم پوشی از اعمال مجرم نیست، بلکه به‌دست آوردن درک روان‌پویشی از مجرم به‌منظور تلاش برای ارائه یک درمان مؤثر برای پذیرش مسئولیت هر جنایت و جلوگیری از ارتکاب جرم توسط مجرم در آینده است. دستورالعمل‌هایی برای اطمینان از مهارت در زمینه روان‌شناسی قانونی تنظیم شده است.

## جستارهای‌وابسته
- پزشکی قانونی